# Европейская лига плавания
Европейская лига плавания (LEN — фр. Ligue Européenne de Natation) является европейским органом управления водными видами спорта, связанным с ФИНА. Лига была официально создана в 1926 году в Будапеште, Венгрия.. Штаб-квартира в разные годы находилась в Лондоне, Риме и Люксембурге, но в 2015 году, согласно решению бюро лиги, офис переехал в Ньон (Швейцария), где организация зарегистрирована в качестве юридического лица.
LEN состоит из 52 национальных федераций плавания в Европе и включает Израиль, который для целей олимпийского спорта группируется с Европой. LEN контролируется выборным бюро (правлением), состоящим из членов, представляющих 17 различных федераций. LEN курирует водные виды спорта в Европе: плавание, дайвинг, синхронное плавание, плавание на открытой воде, и водное поло.

## События

### Чемпионаты
LEN организует Чемпионат Европы по водным видам спорта (проводится в чётные годы) с участием трех из пяти дисциплин: плавание, прыжки в воду и синхронное плавание.
LEN также проводит Чемпионат Европы по плаванию среди юношей и другие различные соревнования среди юниоров, мастеров (ветеранов).

### Дисциплины
LEN организует ещё четыре отдельных чемпионата по дисциплинам среди мужчин и женщин:
- Плавание: Чемпионат Европы по плаванию на короткой воде (бассейн длиной 25 метров) — с 2015 года проводится раз в два года
- Прыжки в воду: Чемпионат Европы по прыжкам в воду — с 2009 года проводится раз в два года
- Водное поло: Чемпионат Европы по водному поло — с 1985 года проводится раз в два года
- Плавание на открытой воде: Чемпионат Европы по плаванию на открытой воде — с 2016 года проводится раз в два года

## Члены Европейской лиги водных видов спорта
| Страна               | Федерация                                    | Год вступления | Код | Прим.  |
| -------------------- | -------------------------------------------- | -------------- | --- | ------ |
| Австрия              | Федерация плавания Австрии                   | 1899           | AUT | [ 3 ]  |
| Азербайджан          | Федерация плавания Азербайджана              | 1992           | AZE | [ 4 ]  |
| Албания              | Федерация плавания Албании                   | 1931           | ALB | [ 5 ]  |
| Андорра              | Федерация плавания Андорры                   | 1986           | AND | [ 6 ]  |
| Армения              | Ассоциация водного спорта и плавания Армении | 1993           | ARM | [ 7 ]  |
| Белоруссия           | Федерация плавания Белоруссии                | 1959           | BLR | [ 8 ]  |
| Бельгия              | Королевская федерация плавания Бельгии       | 1902           | BEL | [ 9 ]  |
| Болгария             | Федерация плавания Болгарии                  | 1931           | BUL | [ 10 ] |
| Босния и Герцеговина | Ассоциация плавания Боснии и Герцеговины     | 1946/1992      | BIH | [ 11 ] |
| Великобритания       | Федерация плавания Великобритании            | 1869           | GBR | [ 12 ] |
| Венгрия              | Федерация плавания Венгрии                   | 1907           | HUN | [ 13 ] |
| Германия             | Федерация плавания Германия                  | 1886           | GER | [ 14 ] |
| Гибралтар            | Ассоциация Любителей плавания Гибралтара     | 1946           | GIB | [ 15 ] |
| Греция               | Федерация плавания Греция                    | 1927           | GRE | [ 16 ] |
| Грузия               | Федерация плавания Грузия                    | 1991           | GEO | [ 17 ] |
| Дания                | Федерация плавания Дании                     | 1907           | DEN | [ 18 ] |
| Израиль              | Федерация плавания Израиля                   | 1951           | ISR | [ 19 ] |
| Ирландия             | Федерация плавания Ирландии                  | 1893           | IRL | [ 20 ] |
| Исландия             | Федерация плавания Исландии                  | 1951           | ISL | [ 21 ] |
| Испания              | Королевская федерация плавания Испания       | 1920           | ESP | [ 22 ] |
| Италия               | Федерация плавания Италия                    | 1899           | ITA | [ 23 ] |
| Республика Кипр      | Федерация плавания Республики Кипр           | 1972           | CYP | [ 24 ] |
| Республика Косово    | Федерация плавания Республики Косово         | 1997           | KOS | [ 25 ] |
| Латвия               | Федерация плавания Латвия                    | 1905/1988      | LAT | [ 26 ] |
| Литва                | Федерация плавания Литва                     | 1924/1990      | LTU | [ 27 ] |
| Лихтенштейн          | Федерация плавания Лихтенштейна              | 1981           | LIE | [ 28 ] |
| Люксембург           | Федерация плавания Люксембурга               | 1924           | LUX | [ 29 ] |
| Северная Македония   | Федерация плавания Республики Македония      | 1947           | MKD | [ 30 ] |
| Мальта               | Ассоциация плавания Мальта                   | 1925           | MLT | [ 31 ] |
| Молдавия             | Ассоциация плавания Молдавии                 | 1989           | MDA | [ 32 ] |
| Монако               | Ассоциация плавания Монако                   | 1976           | MON | [ 33 ] |
| Нидерланды           | Федерация плавания Нидерландов               | 1888           | NED | [ 34 ] |
| Норвегия             | Федерация плавания Норвегии                  | 1910           | NOR | [ 35 ] |
| Польша               | Федерация плавания Польши                    | 1922           | POL | [ 36 ] |
| Португалия           | Федерация плавания Португалии                | 1930           | POR | [ 37 ] |
| Россия               | Федерация плавания России                    | 1991           | RUS | [ 38 ] |
| Румыния              | Федерация плавания Румынии                   | 1930           | ROU | [ 39 ] |
| Сан-Марино           | Федерация плавания Сан-Марино                | 1980           | SMR | [ 40 ] |
| Сербия               | Федерация плавания Сербии                    | 1921           | SRB | [ 41 ] |
| Словакия             | Федерация плавания Словакии                  | 1990           | SVK | [ 42 ] |
| Словения             | Федерация плавания Словении                  | 1922           | SLO | [ 43 ] |
| Турция               | Ассоциация плавания Турции                   | 1957           | TUR | [ 44 ] |
| Украина              | Ассоциация плавания Украины                  | 1990           | UKR | [ 45 ] |
| Фарерские острова    | Федерация плавания Фарерских островов        | 1980           | FAR | [ 46 ] |
| Финляндия            | Федерация плавания Финляндии                 | 1906           | FIN | [ 47 ] |
| Франция              | Федерация плавания Франции                   | 1920           | EST | [ 48 ] |
| Хорватия             | Федерация плавания Хорватии                  | 1909           | CRO | [ 49 ] |
| Черногория           | Федерация плавания Черногории                | 1949/2006      | MNE | [ 50 ] |
| Чешская Республика   | Федерация плавания Чешской Республики        | 1919/1993      | CZE | [ 51 ] |
| Швейцария            | Ассоциация плавания Швейцарии                | 1918           | SUI | [ 52 ] |
| Швеция               | Ассоциация плавания Швеции                   | 1904           | SWE | [ 53 ] |
| Эстония              | Федерация плавания Эстонии                   | 1910           | EST | [ 54 ] |